# America così nuda, così violenta
America così nuda, così violenta è un film del 1970 diretto da Sergio Martino, appartenente al filone dei Mondo movie.